# Arlanc
Arlanc – miejscowość i gmina we Francji, w regionie Owernia-Rodan-Alpy, w departamencie Puy-de-Dôme.
Według danych na rok 1990 gminę zamieszkiwało 2085 osób, a gęstość zaludnienia wynosiła 65 osób/km² (wśród 1310 gmin Owernii Arlanc plasuje się na 100. miejscu pod względem liczby ludności, natomiast pod względem powierzchni na miejscu 181.).